# Mercedes-AMG F1 W12 E Performance
A Mercedes W12, hivatalos, hosszú nevén a Mercedes-AMG F1 W12 E Performance egy Formula–1-es versenyautó, melyet a Mercedes AMG Petronas F1 Team indított és versenyeztetett a 2021-es Formula–1 világbajnokság során. Pilótái sorozatban ötödik éve Lewis Hamilton és Valtteri Bottas voltak, a brit nagydíjon egy sajtóbemutató erejéig pedig Anthony Davidson is körözhetett vele. Miközben az autó nagyszerű konstrukció volt, és a csapat sorozatban nyolcadik alkalommal is elhódította a konstruktőri bajnoki címet, a hibrid turbó korszakban először maradtak alul az egyéni világbajnokságban, amit Hamilton a legutolsó verseny legutolsó körében vesztett el.

## Áttekintés
Az autó elődjének, a W11-esnek az áttervezéséből jött létre, minimális különbségekkel. A legfontosabb változtatás talán a DAS-rendszer kiszerelése volt, azaz a kerekek tapadását már nem lehetett a kormányoszlop mozgásával befolyásolni, miután az FIA azt 2021-re betiltotta. Újdonság volt még szintén a szabályváltozásokkal összefüggésben, hogy a padlólemezen bevágásokat kellett ejteni. A Mercedes autótervezési filozófiája miatt ez az apró változtatás is teljesítménycsökkenéssel járt, így hosszas munkával kellett kiküszöbölniük az ezzel járó hátrányt. Éppen ezért az autó nem is volt annyira domináns, mint azt a csapattól korábban várni lehetett. Éppen ezért a szezon elején egyértelműen a Red Bull RB16B volt a mezőny legjobbja.
Ennek ellenére a csapat jól kezdte az évet, és Hamilton megnyerte az első futamot, és aztán az év elején még kettőt. Ezután intenzív küzdelem kezdett kialakulni közte és Max Verstappen között; hol az egyik, hol a másik vezette a világbajnokságot. A csapattal utolsó évét töltő Bottas egész évben mindössze egyetlen győzelmet szerzett, viszont a háromból két sprintkvalifikációt megnyert, egyszer pedig harmadik lett. Hamilton a török nagydíjon megszerezte karrierje századik győzelmét, a spanyol nagydíjon pedig századik pole pozícióját. Mindennek ellenére a mexikói nagydíjig úgy tűnt, hogy a Red Bull megnyeri az egyéni világbajnokságot, és talán a csapatvilágbajnokságot is. A brazil sprintfutamon aztán, ahol Hamiltonnak az utolsó helyről kellett indulnia, miután kizárták az időmérőről, motort cseréltek, és Hamilton valósággal megtáltosodott: előbb előrejött és a vasárnapi futamot a 11. helyről várhatta, majd a versenyt óriási fölénnyel meg is nyerte. Ugyanezt a formát hozta a katari és a szaúdi versenyen is, és előállt az a furcsa helyzet, amilyenre 1974 óta nem volt példa: a két világbajnoki aspiráns pontegyenlőséggel érkezett a szezonzáró abu-dzabi futamra.
Az időmérő edzésen Verstappen volt a legjobb, aki majdnem 4 tizedet adva Hamiltonnak, megszerezte a pole pozíciót. A verseny rajtjánál aztán Hamilton lerajtolta Verstappent, és kényelmes előnyt autózott össze magának, amit még annak ellenére is meg tudott tartani, hogy a Red Bull bevetette feltartás céljából Sergio Perezt. Miután egy virtuális biztonsági autós fázist követően Verstappen kereket cserélt, de Hamilton nem, úgy tűnt, esélytelen a hollandnak utolérni a több mint 10 másodperces előnyben lévő címvédőt. Ám az 54. körben Nicholas Latifi balesete miatt beküldték a biztonsági autót. Verstappen ismét cserélt, ezúttal lágy gumikra, de Hamilton esetében nem mertek kockáztatni. Valószínűleg abban bíztak, hogy a mezőny a safety car mögött ér célba, de ha mégsem, akkor is megvolt az előnyük, mivel a versenyirányítás szerint a köztük lévő 5 autó nem vehette vissza a körét. Aztán az utolsó előtti körben ezzel ellentétes utasítás érkezett, és mégis visszavehették (de csak ez az 5 autó), és így Verstappen hirtelen Hamilton mögött találta magát. Az utolsó körre való újraindításkor a sokkal frissebb gumikon Verstappen könnyűszerrel megelőzte Hamiltont, aki hiába próbált visszatámadni, nem járt sikerrel. Ezzel a Mercedes elvesztette az egyéni világbajnoki címet; bár óvást jelentettek be egyrészt Verstappen biztonsági autó mögött bemutatott vonalátlépése, másrészt a szelektív módon alkalmazott körvisszavétel miatt, de mindkettőt elutasították. A Mercedes bejelentette: fellebbez a döntés ellen. A csapatvilágbajnoki címet mindazonáltal megnyerték, mert Pereznek ki kellett állnia a legvégén, így sorozatban nyolcadik címüket szerezték meg, ami abszolút rekord.

## Eredmények
| Év   | Csapat                        | Motor                             | Gumik | Pilóták         | Versenyek | Versenyek  | Versenyek  | Versenyek     | Versenyek | Versenyek    | Versenyek     | Versenyek    | Versenyek | Versenyek | Versenyek | Versenyek | Versenyek | Versenyek | Versenyek | Versenyek | Versenyek | Versenyek | Versenyek | Versenyek | Versenyek | Versenyek | Pontok | Helyezés |
| Év   | Csapat                        | Motor                             | Gumik | Pilóták         | Bahrein   | San Marino | Portugália | Spanyolország | Monaco    | Azerbajdzsán | Franciaország | Stájerország | Ausztria  | GBR       | HUN       | BEL       | NED       | ITA       | RUS       | TUR       | USA       | Mexikó    | Brazília  | Katar     | SAU       | UAE       | Pontok | Helyezés |
| ---- | ----------------------------- | --------------------------------- | ----- | --------------- | --------- | ---------- | ---------- | ------------- | --------- | ------------ | ------------- | ------------ | --------- | --------- | --------- | --------- | --------- | --------- | --------- | --------- | --------- | --------- | --------- | --------- | --------- | --------- | ------ | -------- |
| 2021 | Mercedes AMG Petronas F1 Team | Mercedes-AMG F1 M12 E Performance | P     | Valtteri Bottas | 3         | KI         | 3          | 3             | KI        | 12           | 4             | 3            | 2         | 3         | KI        | 12        | 3         | 3         | 5         | 1         | 6         | 15        | 3         | KI        | 3         | 6         | 587,5  | 1.       |
| 2021 | Mercedes AMG Petronas F1 Team | Mercedes-AMG F1 M12 E Performance | P     | Lewis Hamilton  | 1         | 2          | 1          | 1             | 7         | 15           | 2             | 2            | 4         | 1         | 2         | 3         | 2         | KI        | 1         | 5         | 2         | 2         | 1         | 1         | 1         | 2         | 587,5  | 1.       |

- Félkövérrel jelölve a pole pozíció, dőlt betűvel a leggyorsabb kör
- A belga nagydíjon fél pontokat osztottak.
- † – Nem fejezte be a futamot, de rangsorolva lett, mert teljesítette a versenytáv 90%-át.
- A brit sprintfutamon Bottas 1, Hamilton 2, az olasz sprintfutamon Bottas 3, a brazil sprintfutamon Bottas 3 pontot szerzett.